# Boom Clap Bachelors
Boom Clap Bachelors er et kollektiv af live-musikere, producere og DJ's fra København. Kollektivet blev dannet i 2005, hvor de også udsendte et selvbetitlet debutalbum.
Medlemmer af Boom Clap Bachelors tæller Ronni Vindahl, David Cytryn, Robin Hannibal, Nicolai Koch og Thomas Bisballe.
Musikken spænder vidt fra electronica, techno og broken beats til disco, futuristisk soul og hiphop.
Boom Clap Bachelors har desuden udover egne projekter været involveret i projekter for blandt andre Nobody beats the beats, Per V, MC Clemens, Owusu/Hannibal, Non+ og Quadron.
Efter at have mødt Boom Clap Bachelors i København tog den engelske DJ og BBC-radiovært Gilles Peterson nummeret Combiner med på compilationen Brownswood Bubblers Vol. 2, der blev udgivet på hans eget label Brownswood.
Combiner var desuden første single fra albummet Kort før dine læber, der kom på gaden i slutningen af januar 2008.

Yderligere er deres sang Tiden Flyver blevet brugt som sample i den amerikanske rapper Kendrick Lamars sang Bitch Don't Kill My Vibe.